# Meriania
Genre
Meriania est un genre de plantes à fleurs de la famille des Melastomataceae. Il contient environ 93 espèces que l'on trouve en Amérique, du Mexique au Brésil et dans les Antilles.
Le nom de genre rend hommage à la peintre naturaliste Anna Maria Sibylla Merian (1647-1717).

## Liste des espèces
- Meriania acida
- Meriania acostae
- Meriania aguaditensis
- Meriania albertiae
- Meriania albiflora
- Meriania almedae
- Meriania amischophylla
- Meriania ampla
- Meriania amplexicaulis
- Meriania angustifolia
- Meriania antioquiensis
- Meriania aracaensis
- Meriania arborea
- Meriania arizae
- Meriania aurata
- Meriania axinaeoides
- Meriania barbosae
- Meriania boliviensis
- Meriania brachycera
- Meriania brevipedunculata
- Meriania brittoniana
- Meriania broccha
- Meriania calophylla
- Meriania calyptrata
- Meriania campii
- Meriania candollei
- Meriania claussenii
- Meriania colombiana
- Meriania cordifolia
- Meriania costata
- Meriania crassiramis
- Meriania cuneifolia
- Meriania cuzcoana
- Meriania dentata
- Meriania denticulata
- Meriania dimorphanthera
- Meriania drakei
- Meriania ekmanii
- Meriania excelsa
- Meriania fantastica
- Meriania finicola
- Meriania franciscana
- Meriania furvanthera
- Meriania glabra
- Meriania glazioviana
- Meriania grandidens
- Meriania grandiflora
- Meriania haemantha
- Meriania heptamera
- Meriania hernandoi
- Meriania hexamera
- Meriania horrida
- Meriania hoyosii
- Meriania huilensis
- Meriania involucrata
- Meriania kirkbridei
- Meriania leucantha
- Meriania lindenii
- Meriania longifolia
- Meriania longipes
- Meriania loxensis
- Meriania macrophylla
- Meriania maguirei
- Meriania maxima
- Meriania mexiae
- Meriania mutabilis
- Meriania mutisii
- Meriania neblinensis
- Meriania nobilis
- Meriania odorata
- Meriania ornata
- Meriania pallida
- Meriania panamensis
- Meriania paniculata
- Meriania paratyensis
- Meriania parvifolia
- Meriania pastazana
- Meriania peltata
- Meriania pergamentacea
- Meriania phlomoides
- Meriania pichinchensis
- Meriania prunifolia
- Meriania pulcherrima
- Meriania purpurea
- Meriania quintuplinervia
- Meriania radula
- Meriania rigida
- Meriania robusta
- Meriania rugosa
- Meriania sanchezii
- Meriania sanguinea
- Meriania sararensis
- Meriania sclerophylla
- Meriania selvaflorensis
- Meriania silverstonei
- Meriania speciosa
- Meriania splendens
- Meriania spruceana
- Meriania squamulosa
- Meriania stellata
- Meriania steyermarkii
- Meriania subumbellata
- Meriania tetragona
- Meriania tetramera
- Meriania tetraquetra
- Meriania tolimana
- Meriania tomentosa
- Meriania trianae
- Meriania tuberculata
- Meriania umbellata
- Meriania urceolata
- Meriania vargasii
- Meriania versicolor
- Meriania vilcabambensis
- Meriania weberbaueri
- Meriania yalconensis

## Publication originale
- O. Swartz, Flora Indiae occidentalis aucta atque illustrata sive descriptiones plantarum in prodromo recensitarum, tome II, 1798-1800, p. 643–1230.